# إسلام أباد (مياندوآب)
إسلام أباد هي قرية في مقاطعة مياندوآب، إيران. عدد سكان هذه القرية هو 851 في سنة 2006.